# St. Koloman (Lenzing)

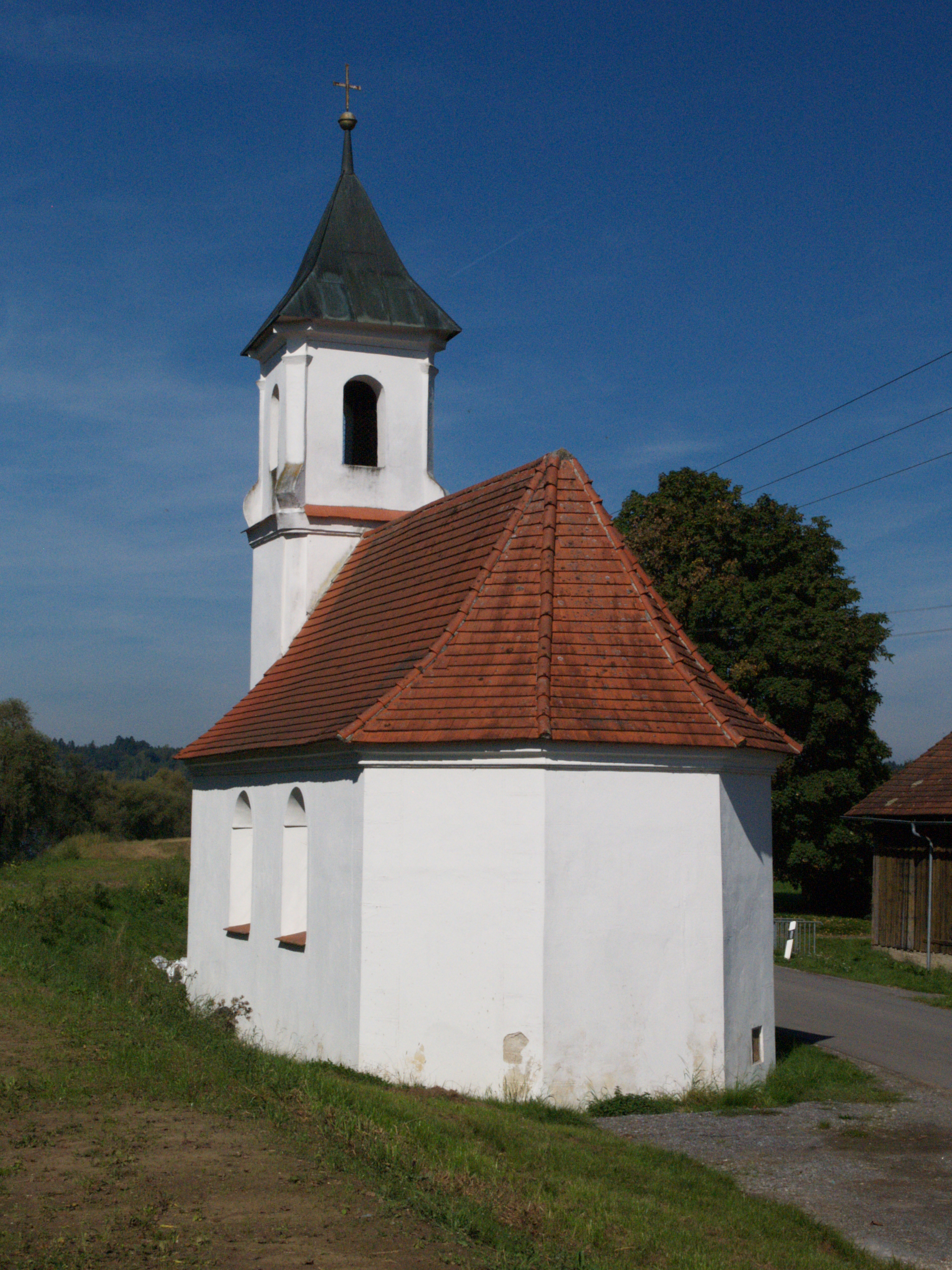
St. Koloman in Lenzing

St. Koloman ist eine katholische Feldkapelle im Niederwinklinger Ortsteil Lenzing. Sie liegt am linken Ufer der Donau bei Flusskilometer 2304,25 und am Donau-Radweg. In der Denkmalliste von Niederwinkling wird sie unter D-2-78-159-3 als Baudenkmal geführt.
Das Baujahr des Kirchengebäudes ist unbekannt. Erstmals wurde die Kapelle um 1500 erwähnt. 1761 wurde sie vom Kloster Oberalteich in Stand gesetzt. Im Januar 2016 wurde der Freistaat Bayern Eigentümer, dem sie durch gesetzliches Erbrecht zugefallen ist. Das Grundstück hat eine Fläche von 166 Quadratmeter, die Nutzfläche des Gebäudes beträgt 63 Quadratmeter.

## Architektur und Ausstattung
Die römisch-katholische Filialkirche St. Koloman ist ein dreiseitig geschlossener und verputzter Satteldachbau mit profiliertem Traufgesims, dreigeschossigem Fassadenturm mit abgeschrägten Ecken und gekröpftem Pyramidendach. St. Koloman ist im Stil des Spätbarock ausgeführt. Zur Ausstattung gehört der Altar mit einer Figur des heiligen Koloman, der einen Wanderstab hält. Der Altar ist eingerahmt von gedrehten Säulen. Links und rechts von ihm hängen lebensgroße Figuren des hl. Sebastian und des hl. Florian.